# Lijst van Tweede Kamerleden voor de Christelijk-Historische Partij
Een overzicht van alle voormalige Tweede Kamerleden voor de Christelijk-Historische Partij (CHP).
| Tweede Kamerlid                       | Begindatum        | Einddatum         |
| ------------------------------------- | ----------------- | ----------------- |
| Frederik van Bylandt                  | 19 september 1905 | 20 september 1909 |
| Alexander van Dedem                   | 19 september 1905 | 20 september 1909 |
| Dirk Jan de Geer                      | 4 november 1907   | 20 september 1909 |
| Johan van Idsinga                     | 19 september 1905 | 20 september 1909 |
| Otto van Limburg Stirum               | 19 september 1905 | 26 augustus 1907  |
| Alexander Frederik de Savornin Lohman | 19 september 1905 | 20 september 1909 |
| Rienk van Veen                        | 19 september 1905 | 20 september 1909 |
| Johannes Theodoor de Visser           | 13 november 1906  | 20 september 1909 |
| Otto van Wassenaer van Catwijck       | 19 september 1905 | 20 september 1909 |